# Evropský hokejový pohár 1992/1993
28. ročník hokejového turnaje European Cupu.Vítězem turnaje se stala Malmö IF.

## Skupina A
(Sofija, Bulharsko)
- 1. HK Saga Riga (Lotyšsko) – 4 body
- 2. Ferencvárosi TC Budapest (Maďarsko) – 2 body
- 3. Levski Spartak Sofija (Bulharsko) – 0 body

## Skupina B
(Piešťany, Československo)
- 1. HK Dukla Trenčín (Československo) – 4 body
- 2. HK Acroni Jesenice (Slovinsko) – 2 body
- 3. HK Zagreb (Chorvatsko) – 0 body

Utkání Trenčína
- HK Dukla Trenčín – HK Zagreb 13:1 (3:0,6:1,4:0)
- HK Acroni Jesenice – HK Dukla Trenčín 4:10 (2:3,2:3,0:4)

## Skupina C
(Herning, Dánsko)
- 1. Jokerit Helsinky (Finsko) – 4 body
- 2. Kreenholm Narva (Estonsko) – 2 body
- 3. Herning IK (Dánsko) – 0 body

## Skupina D
(Villach, Rakousko)
- 1. Villacher SV (Rakousko) – 4 body
- 2. Meetpoint Estere Geleen (Nizozemsko) – 2 body
- 3. Dynamo Minsk (Bělorusko) – 0 body

## Skupina E
(Blackburn, Velká Británie)
- 1. Vålerenga IF (Norsko) – 6 body
- 2. Steaua Bucureşti (Rumunsko) – 4 body
- 3. Durham Wasps (Velká Británie) – 2 body
- 4. C.H.H.Txuri Urdin I.H.T. de Donostia (Španělsko) – 0 body

## Skupina F
(Oświęcim, Polsko)
- 1. KS Unia Oświęcim (Polsko) – 4 body
- 2. Sokol Kyjev (Ukrajina) – 2 body
- 3. Energija Elektrėnai (Litva) – 0 body

## Skupina G
(Rouen, FRA)
- 1. HC Rouen (Francie) – 6 body
- 2. Malmö IF (Švédsko) – 4 body
- 3. KS Unia Oświęcim – 2 body
- 4. HK Saga Riga – 0 body

## Skupina H
(Milano, Itálie)
- 1. Lion Mediolanum Milano (Itálie) – 6 body
- 2. Düsseldorfer EG (Německo) – 3 body
- 3. HK Dukla Trenčín – 2 body
- 4. Vålerenga IF – 1 body

Utkání Trenčína
- HK Dukla Trenčín – Düsseldorfer EG 1:5 (1:2,0:1,0:2)
- Lion Mediolanum Milano – HK Dukla Trenčín 4:1 (1:1,1:0,2:0)
- HK Dukla Trenčín – Vålerenga IF 4:1 (2:1,2:0,0:0)

## Skupina J
(Helsinki, Finsko)
- 1. Dynamo Moskva (SSSR) – 6 body
- 2. SC Bern (Švýcarsko) – 4 body
- 3. Jokerit Helsinky – 2 body
- 4. Villacher SV – 0 body

## Finálová skupina 1
(26.–29. prosince 1992)
(Duisburg, Německo)
- 1. Malmö IF – 6 body
- 2. Lion Mediolanum Milano – 4 body
- 3. KS Unia Oświęcim – 2 body
- 4. SC Bern – 0 body

## Finálová skupina 2
(26.–29. prosince 1992)
(Düsseldorf, Německo)
- 1. Dynamo Moskva – 6 body
- 2. Jokerit Helsinky – 4 body
- 3. Düsseldorfer EG – 2 body
- 4. HC Rouen – 0 body

## O 3. místo
(30. prosince 1992 v Düsseldorfu)
- Jokerit Helsinky – Lion Mediolanum Milano 4:2

## Finále
(30. prosince 1992 v Düsseldorfu)
- Malmö IF – Dynamo Moskva 4:3 SN